# 圣三一希腊教堂

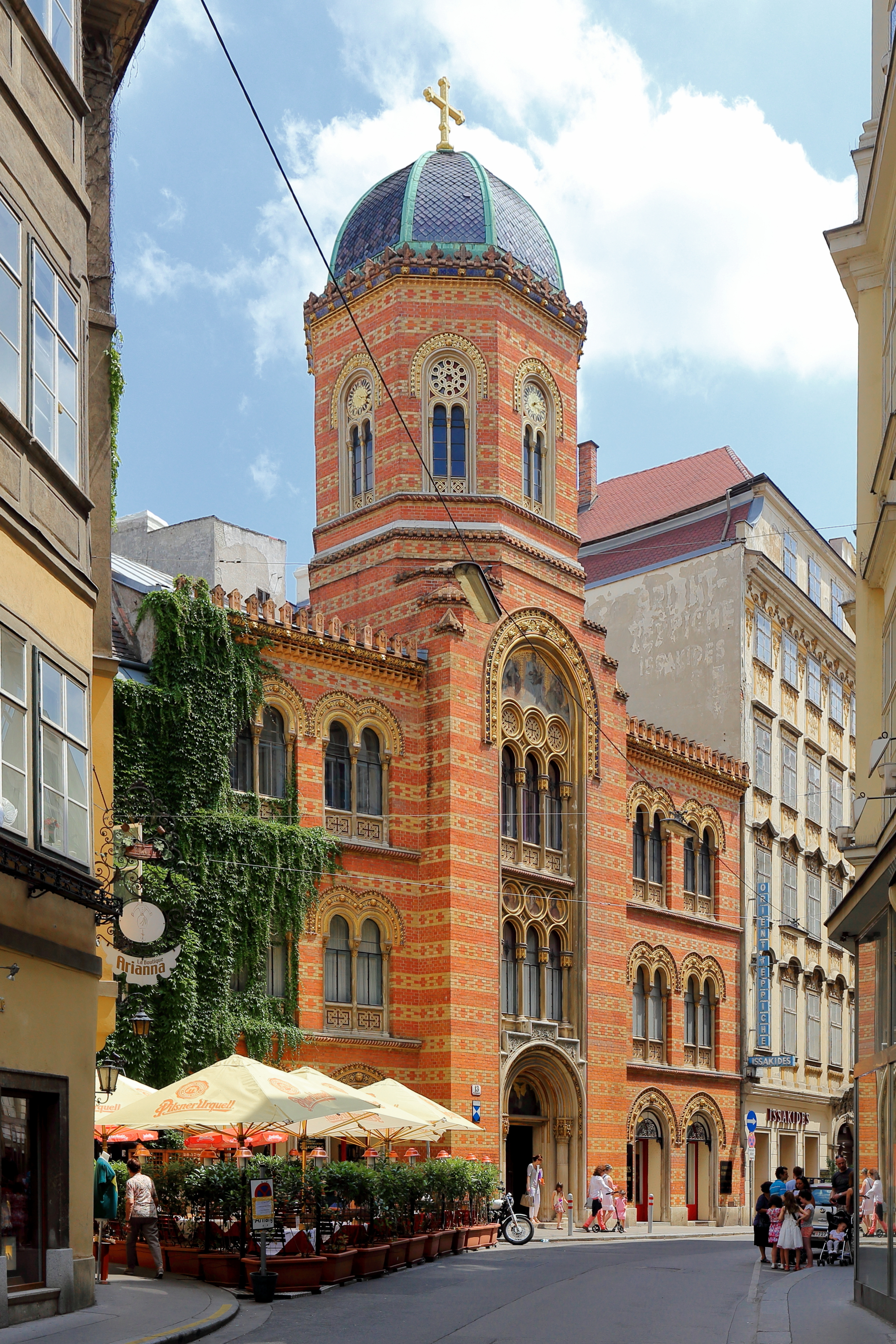
圣三一希腊教堂

圣三一希腊教堂（德语：Griechenkirche zur heiligen Dreifaltigkeit）是一座东正教教堂，位于奥地利首都维也纳第一区（内城）从前希腊区（Griechenviertel）的肉市（Fleischmarkt）13号。它始建于1782年，是约瑟夫二世皇帝宗教宽容的结果。 
1856年，奥地利希腊企业家格奥格·西蒙·西那从雅典请来汉森设计自己的商业大厦，并重建1782年至1787年的教堂，到1858年12月开幕。 
汉森曾在雅典设计了一座北欧古典主义建筑，但是他将这座位于维也纳的教堂设计为该市第一座拜占庭风格建筑物。这样做的原因可能是，古典主义不太适合宗教建筑，其次，这座教堂服务于希腊和其他东正教社区，如塞尔维亚人使用。